# سیارک ۴۵۱۸
سیارک ۴۵۱۸ (به انگلیسی: 4518 Raikin، نامگذاری:1976GP3) چهار هزار و پانصد و هجدهمین سیارک کشف شده‌است که در ۱ آوریل ۱۹۷۶ کشف شد.
قدر مطلق سیارک برابر ۱۳٫۸۰ است.